# Пшиленк-Малий
Пшиленк-Малий (пол. Przyłęk Mały) — село в Польщі, у гміні Рогув Бжезінського повіту Лодзинського воєводства.
Населення — 91 особа (2011).
У 1975-1998 роках село належало до Скерневицького воєводства.

## Демографія
Демографічна структура станом на 31 березня 2011 року:
|          | Загалом | Допрацездатний вік | Працездатний вік | Постпрацездатний вік |
| -------- | ------- | ------------------ | ---------------- | -------------------- |
| Чоловіки | 53      | 8                  | 38               | 7                    |
| Жінки    | 38      | 9                  | 18               | 11                   |
| Разом    | 91      | 17                 | 56               | 18                   |